# Riečka (Banská Bystrica)
Riečka (in tedesco Ritschkendorf, in ungherese Récske) è un comune della Slovacchia facente parte del distretto di Banská Bystrica, nella regione omonima.

## Storia
Il villaggio è citato per la prima volta nel 1445 (Riczkadorf) come possedimento della città di Banská Bystrica. Successivamente passò a due ricche famiglie di quella città: i Karl e gli Jung. Dal 1496 al 1546 appartenne ai potenti Thurzó, per poi passare alla Camera di Banská Bystrica.